# Pallanuoto ai campionati mondiali di nuoto 2024
I tornei di pallanuoto ai campionati mondiali di nuoto 2024 si sono svolti dal 4 al 17 febbraio 2024 presso l'Aspire Dome  nella città di Doha, in Qatar. Si è trattato della 21ª edizione del torneo maschile e della 17ª edizione di quello femminile.
Le squadre partecipanti sono state 16 per ciascuno dei due tornei.

## Calendario
| P | Turno preliminare | ⅛ | Ottavi | ¼ | Quarti | ½ | Semifinali | F | Finali |

| Torneo    | Febbraio 2024 | Febbraio 2024 | Febbraio 2024 | Febbraio 2024 | Febbraio 2024 | Febbraio 2024 | Febbraio 2024 | Febbraio 2024 | Febbraio 2024 | Febbraio 2024 | Febbraio 2024 | Febbraio 2024 | Febbraio 2024 |        |
| Torneo    | Dom 4         | Lun 5         | Mar 6         | Mer 7         | Gio 8         | Ven 9         | Sab 10        | Dom 11        | Lun 12        | Mar 13        | Mer 14        | Gio 15        | Ven 16        | Sab 17 |
| --------- | ------------- | ------------- | ------------- | ------------- | ------------- | ------------- | ------------- | ------------- | ------------- | ------------- | ------------- | ------------- | ------------- | ------ |
| Maschile  |               | P             |               | P             |               | P             |               | ⅛             |               | ¼             |               | ½             |               | F      |
| Femminile | P             |               | P             |               | P             |               | ⅛             |               | ¼             |               | ½             |               | F             |        |

## Podi
| Evento                          | Oro         | Argento  | Bronzo |
| ------------------------------- | ----------- | -------- | ------ |
| Pallanuoto maschile (dettagli)  | Croazia     | Italia   | Spagna |
| Pallanuoto femminile (dettagli) | Stati Uniti | Ungheria | Spagna |

## Medagliere
| Pos.   | Paese       | Oro | Argento | Bronzo | Totale |
| ------ | ----------- | --- | ------- | ------ | ------ |
| 1      | Croazia     | 1   | 0       | 0      | 1      |
| 1      | Stati Uniti | 1   | 0       | 0      | 1      |
| 3      | Ungheria    | 0   | 1       | 0      | 1      |
| 3      | Italia      | 0   | 1       | 0      | 1      |
| 5      | Spagna      | 0   | 0       | 2      | 2      |
| Totale | Totale      | 2   | 2       | 2      | 6      |